# Frankenstein schuf ein Weib
Frankenstein schuf ein Weib (Originaltitel: Frankenstein Created Woman) ist ein Horrorfilm der britischen Hammer-Filmproductions aus dem Jahr 1967 und der vierte von insgesamt sieben Frankenstein-Filmen der Produktionsfirma. Die Titelrolle des Barons Frankenstein spielte Peter Cushing, Regie führte Terence Fisher.

## Handlung
Baron Frankensteins Experimente haben eine neue Ebene erreicht. Er arbeitet zusammen mit Dr. Hertz an einem Verfahren zum Konservieren der menschlichen Seele nach dem Tod und der Möglichkeit, sie in einen neuen Körper zu transferieren. Auf diese Weise, davon ist er überzeugt, kann man die Unsterblichkeit erlangen.
Eines Tages wird die tägliche Routine gestört, als Hans, der Assistent der Wissenschaftler, wegen Mordes am örtlichen Gastwirt verhaftet wird. Hans ist unschuldig, denn er war zum Tatzeitpunkt bei Christina, der Tochter des Wirts, die er liebt, obwohl ihr Gesicht durch einen Unfall schwer entstellt wurde. Niemand glaubt ihm, da bereits sein Vater wegen Mordes hingerichtet wurde. Die wirklichen Täter, drei eingebildete Schnösel, die regelmäßig die Zeche prellen und Christina verspotten, sind spät nachts ins Gasthaus eingebrochen und haben ein Saufgelage abgehalten. Als der Wirt hereingeplatzt ist, weil er etwas vergessen hatte, gerieten die jungen Männer in Panik und schlugen ihn tot. Hans wird vom Gericht zum Tod durch die Guillotine verurteilt und hingerichtet. Christina ist darüber völlig verzweifelt und nimmt sich das Leben.
Baron Frankenstein nutzt die Gunst der Stunde und holt beide Leichen zu sich. Er lagert Hans’ Seele in ein Kraftfeld ein und kümmert sich um Christinas Entstellungen. Da Frankensteins Hände wegen eines Feuers (siehe: Frankensteins Ungeheuer, 1964) verkrüppelt sind und für die Chirurgie nicht mehr brauchbar, operiert Dr. Hertz Christina nach seinen Instruktionen. Nachdem ihr Gesicht wiederhergestellt ist, pflanzt der Baron ihr die Seele von Hans ein und erschafft damit unbeabsichtigt einen Racheengel.
Die Seele von Hans ergreift zeitweise Besitz von Christinas Körper und nimmt blutige Rache an den wahren Mördern, die durch ihre Tat auch ihm den Tod gebracht haben.
Christina leidet so sehr unter der inneren Zerrissenheit, dass sie es nicht mehr erträgt und sich erneut das Leben nimmt, indem sie sich von einem Felsvorsprung in einen reißenden Fluss stürzt.

## Synchronisation
| Figur                     | Darsteller       | Deutscher Sprecher     |
| ------------------------- | ---------------- | ---------------------- |
| Baron Victor Frankenstein | Peter Cushing    | Friedrich Schoenfelder |
| Christina, die Kreatur    | Susan Denberg    | Traudel Haas           |
| Dr. Hertz                 | Thorley Walters  | Franz Nicklisch        |
| Hans                      | Robert Morris    | Thomas Danneberg       |
| der Gefangene             | Duncan Lamont    | Benno Hoffmann         |
| Anton                     | Peter Blythe     | Joachim Pukaß          |
| Johann                    | Derek Fowlds     | Arne Elsholtz          |
| Karl                      | Barry Warren     | Joachim Kemmer         |
| Kleve                     | Alan MacNaughton | Claus Holm             |
| Polizeichef               | Peter Madden     | Siegfried Schürenberg  |
| Bürgermeister             | Philip Ray       | Valentin Klaus         |
| Sprecher                  | Alec Mango       | Manfred Schuster       |

## Produktion
Die Dreharbeiten zu Frankenstein schuf ein Weib sollten ursprünglich in den Elstree Studios stattfinden, die jedoch bereits belegt waren. Daraufhin wurden die von Bernard Robinson gestalteten Kulissen zwischen dem 20. Juni 1966 und dem 2. Juli 1966 in den Bray Studios errichtet. Zwei Tage später, am 4. Juli 1966, begannen die Dreharbeiten.
Zu Beginn der Dreharbeiten gab es Probleme mit den Kostümen, die nicht rechtzeitig zu Beginn der Dreharbeiten zur Verfügung gestellt werden konnten, vermutlich weil diese sich noch am Drehort des Filmmusicals Doktor Dolittle in Hollywood befanden.
Für einige Szenen waren Dreharbeiten an Originalschauplätzen notwendig, daher wurde für einige Tage auf einer Bergkuppe, in einer Schlucht, auf einer Brücke und in einem Waldgebiet gedreht. Darüber hinaus fanden auch auf dem Gelände der Bray Studios Außenaufnahmen statt, dort wurden z. B. die Kulissen des Cafés, von Kleves Haus und ein Straßenzug errichtet. Die Dreharbeiten endeten wie geplant am 12. August 1966.
Am 14. Oktober 1966 wurde James Bernards Filmmusik fertiggestellt und drei Tage später wurden noch Geräusche zum Film hinzugefügt. Die österreichischstämmige Schauspielerin Susan Denberg wurde sowohl auf Deutsch als auch im englischen Original synchronisiert.
In einer frühen Vorführung des Films für die US-amerikanische Presse hatte der Film noch eine Laufzeit von 92 Minuten, die bei späteren Vorführungen für die britische Presse bereits auf 86 Minuten geschnitten war.
Frankenstein schuf ein Weib war mit einem Budget von £140,020 geplant und kostete schließlich £138,595.

## Veröffentlichung
Frankenstein schuf ein Weib war als Doppelvorführung mit Der Sklave der Amazonen angekündigt worden, lief letztlich jedoch in den Vereinigten Staaten am 15. März 1967 gemeinsam mit Der Fluch der Mumie in den Kinos an, wobei Frankenstein schuf ein Weib der Hauptfilm war.
Im Vereinigten Königreich feierte der Film seine Premiere am 18. Mai 1967 im New Victoria Theatre, bevor er ab dem 18. Juni desselben Jahres in den Kinos anlief.
In den bundesdeutschen Kinos startete der Film am 28. September 1967.

## DVD-Veröffentlichung
- Frankenstein schuf ein Weib / 28. November 2002 / Anolis Entertainment e-m-s DVD

## Kritiken
- Cinema: „Die britische Hammer-Produktion pendelt zwischen Operationstisch-Horror und unfreiwilliger Komik.“

- Lexikon des internationalen Films: „Vierter ‚Frankenstein‘-Film der Hammer-Produktion, zwischen Horror und Nonsens.“[5]

- Das Lexikon des Horrorfilms schrieb, dass Terence Fisher „es in seiner dritten Frankenstein-Hammer-Produktion wieder erfolgreich“ verstehe „auf dem Grad zwischen Horror und Nonsens zu balancieren, ohne in den absoluten Schwachsinn abzustürzen. Aus einer Art Sozialdrama (Vorgeschichte inkl. Mordprozess)“ würde der Regisseur „ein Gruselmärchen, dessen Schockeffekte zwar plüschig, aber doch so dicht gesetzt“ seien gestalten, so „dass Freunde der Gattung sicherlich auf ihre Kosten“ kämen.[6]

- Auch der Evangelische Film-Beobachter gewinnt dem Streifen positive Aspekte ab: „Die Mischung aus traditionellen Schauereffekten und Szenen biederer Bürgerlichkeit ist kein Schocker, sondern ein ab 16 erträgliches Gruselmärchen.“[7]